# Characoma nigriflammea
Characoma nigriflammea är en fjärilsart som beskrevs av Rudolf Pinker och Bacallado 1975. Characoma nigriflammea ingår i släktet Characoma och familjen trågspinnare. Inga underarter finns listade i Catalogue of Life.